# Дифузно-ограничена агрегација
Дифузно ограничена агрегација (ДОА) је процес којим честице пролазе кроз случајну шетњу због Брауновог кретања кластера заједно да формирају агрегате таквих честица. Ова теорија, коју су предложили Т.А. Виттен Јр и ЛМ Сандер 1981, важи за агрегацији у сваком систему, где дифузија је примарно транспортно средство у систему. ДОА могу се уочити у многим системима као што су електрохемијски, Хеле-Схав ток, минерална налазишта, и диелектрични слом.
Кластери формирани у процесима ДОА називају се Брунова стабла. Ови кластери су пример фрактала. У 2-Д ови фрактали показују димензију приближно 1.71 за слободне честице које су неограничена решетке, међутим компјутерске симулације ДОА на решетке ће променити фракталне димензије лагано за ДОА у истим уградним димензијама. Неке варијације су такође приметно зависне од геометрије раста, било да са једне једине тачке радијално према споља или из равни или линије на пример. Два примера агрегата генерисана коришћењем микрорачунара дозвољавајући случајним шетачима да се придржавају агрегата (првобитно (i) права линије која 1300 честице садржи и (ii) једна честица у центру) су приказане на десној страни.
Симулација ДОА је један од примарних средстава студирања овог модела. Постоји неколико метода које су доступне да би се ово постигло. Симулације може да се уради на решетке било које жељене геометрије уграђивањем димензије, у ствари то је урађено до 8 димензија, или симулација може да се уради више на линији стандардне молекуларне динамике симулацијеу у којој је дозвољено да слободне честиценасумице ходају док се не добије у одређеном критичном распону за које време се извукао на кластеру. Од кључног значаја је да је број честица које пролазе кроз Брауново кретање у систему  чува веома ниско тако да је само дифузна природа система присутна.

## Илустрације засноване на дифузији ограничене агрегације
Сложене и органске форме које се могу добити са дифузијом ограниченог агрегата алгоритама су истраживали уметници. Симутилс, део токсилибса отвореног кода библиотеке за Јава програмски језик развијен од стране Карстен Шмидита, омогућава корисницима да примене ДЛА процес да унапреде дефинисане смернице или криве у симулацији простора и преко разних других параметара динамички усмеравају раст 3Д облика.